# Ononis alopecuroides
Ononis alopecuroides är en ärtväxtart som beskrevs av Carl von Linné. Enligt Catalogue of Life ingår Ononis alopecuroides i släktet puktörnen och familjen ärtväxter, men enligt Dyntaxa är tillhörigheten istället släktet puktörnen och familjen ärtväxter. Arten har ej påträffats i Sverige.

## Underarter
Arten delas in i följande underarter:
- O. a. alopecuroides
- O. a. salzmanniana
- O. a. simulata